# Novice
Novice város az USA Texas államában, Coleman megyében. Lakosainak száma 122 fő (2020. április 1.).

## Népesség
A település népességének változása:

| 2010 | 139 |
| 2020 | 122 |